# Viva Aerobus
Viva Aerobus est une compagnie aérienne à bas prix mexicaine créée en novembre 2006 par Irelandia Aviation (famille du fondateur de RyanAir). 
Son hub est l'aéroport international de Monterrey.

## Histoire
La compagnie est fondée le 23 juin 2003. 

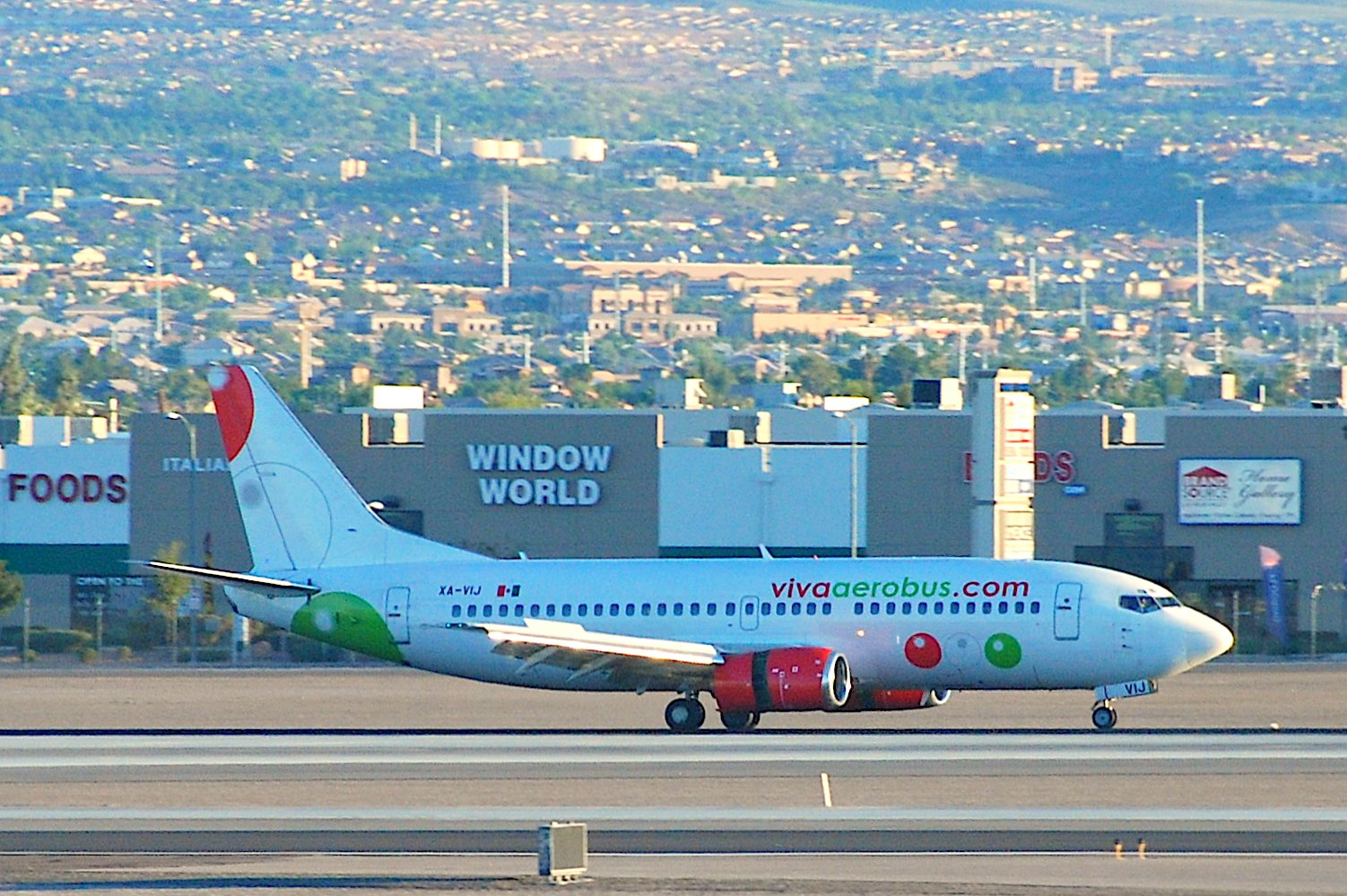
Un Boeing 737-300 de Viva Aerobus

VivaAerobus a commencé ses opérations le 30 novembre 2006 depuis son hub à l'aéroport international de Monterrey (MTY), à Monterrey, au Mexique, et avec un investissement initial de 50 millions de dollars et deux Boeing 737-300. VivaAerobus appartenait en copropriété à Irelandia Aviation (propriétaire de Ryanair)  et à la compagnie de bus mexicaine IAMSA. Ryanair s'est joint à Alexander Maurice Mason de Kite Investments pour créer « RyanMex » afin de faciliter l'investissement de la famille irlandaise dans la compagnie aérienne mexicaine. IAMSA a montré son intérêt pour le développement d'une nouvelle branche de transport après son succès sur le marché des bus au Mexique, et Irelandia a activement étudié l'opportunité de marché, ce qui a conduit au partenariat des entreprises pour former un transporteur à bas prix mexicain. Irelandia détenait 49% des parts de la compagnie aérienne, tandis que IAMSA détenait la majorité restante.
La compagnie aérienne a initialement connecté Monterrey à un certain nombre de destinations intérieures mexicaines et, en juillet 2007, a confirmé publiquement son intention d'ouvrir sa première base en dehors du Mexique et sa première destination américaine à Austin, au Texas (bien qu'elle se soit finalement retirée d'Austin en 2009).
Les tarifs VivaAerobus visaient être jusqu'à 50% moins chers que les transporteurs mexicains traditionnels, dans un changement du secteur qui a commencé avec l'arrivée de la deuxième génération de compagnies aériennes à bas prix du pays (Avolar, Click Mexicana, Interjet, Volaris) et la privatisation de Mexicana, l'une des deux principales compagnies aériennes nationales. Le 5 novembre 2007, la compagnie aérienne a reçu l'approbation du Département américain des transports pour opérer à l'aéroport international d'Austin-Bergstrom, desservant initialement les destinations mexicaines de Cancún, Monterrey, Guadalajara et León. Les vols vers le terminal sud d'Austin ont commencé le 1er mai 2008.

Le 16 mai 2009, VivaAerobus a déclaré qu'elle cesserait ses activités passagers à l'aéroport international d'Austin-Bergstrom le 31 mai 2009. La compagnie aérienne a imputé en partie ce retirement à une épidémie de grippe porcine, qui a provoqué une diminution sans précédent de la demande. La compagnie a commencé à voler entre Monterrey et Las Vegas à l'été 2009.

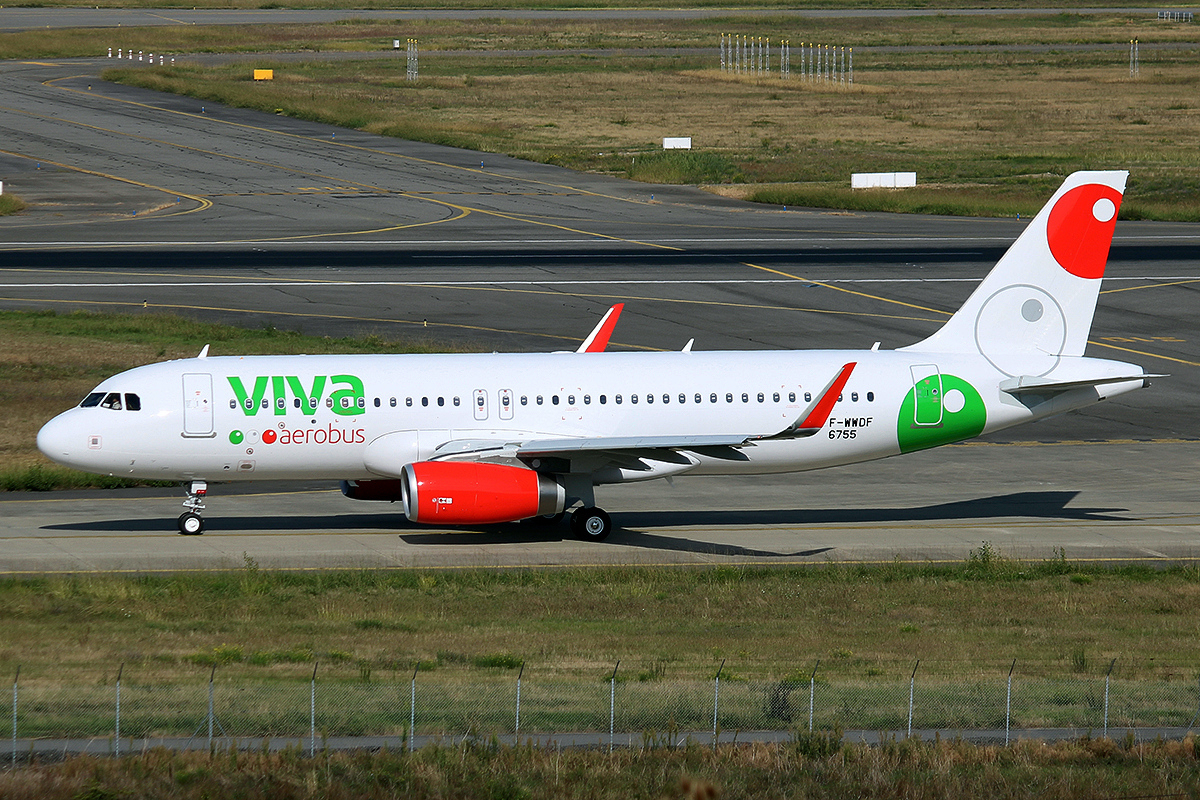
Un Airbus A320 de VivaAerobus à Toulouse

Le 21 octobre 2013, elle passe une commande de 52 Airbus A320 dont 40 A320neo et 12 A320ceo, pour moderniser et renforcer son offre.
Le 15 mai 2014, VivaAerobus a reçu et commencé à utiliser ses A320. La compagnie a continué à utiliser des Boeing 737 jusqu'à fin 2016, date à laquelle il a commencé à exploiter une flotte entièrement composée d'Airbus,.
Le 8 décembre 2016, IAMSA a acquis une participation de 100% dans la société après que Irelandia Aviation a vendu sa participation de 49%,.
VivaAerobus a annoncé le lancement de sa filiale cargo, Viva Cargo, en janvier 2020.

## Flotte

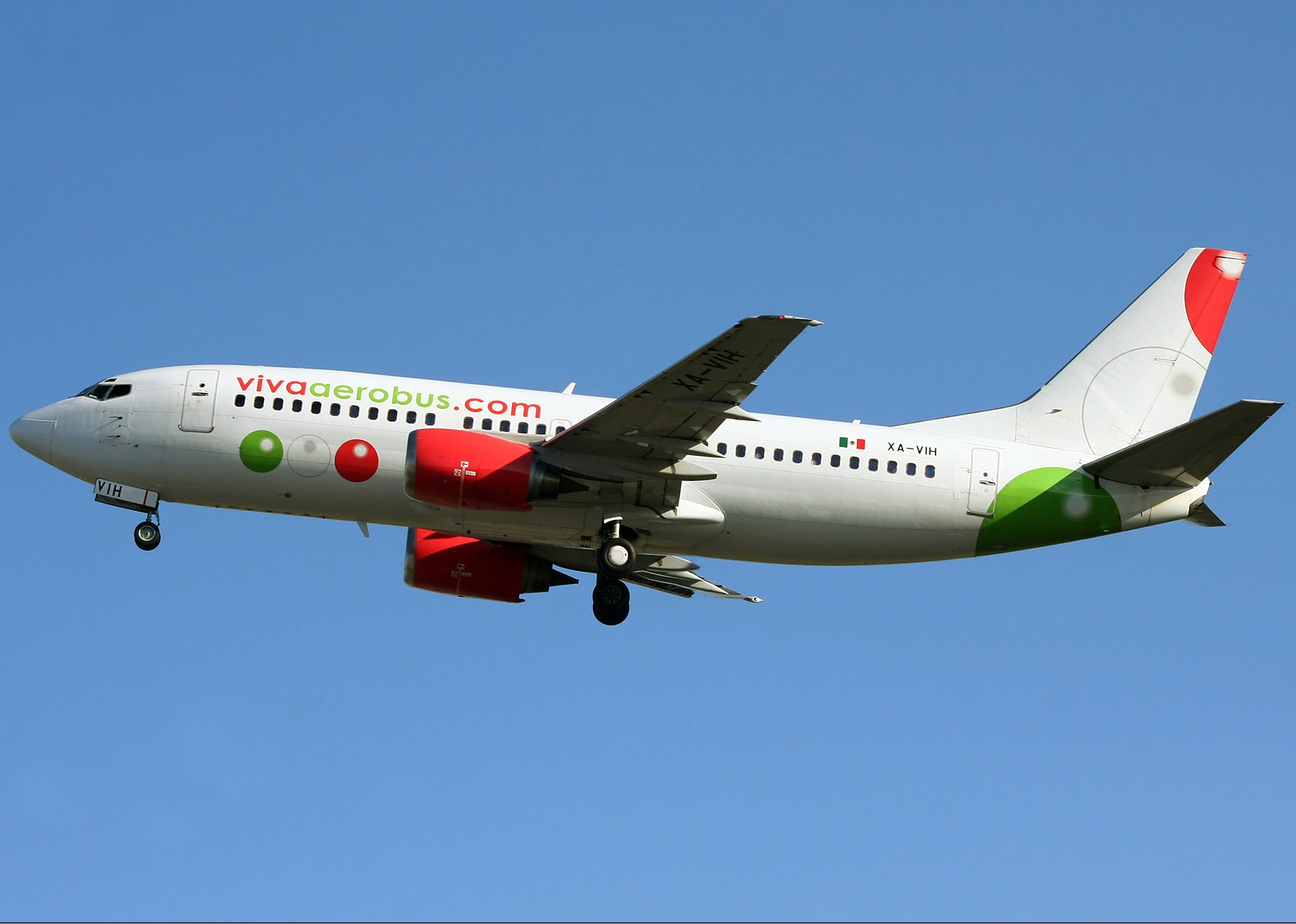
Le Boeing 737-300, utilisé par la compagnie jusqu'en 2016

La compagnie exploite actuellement (en avril 2025) : 

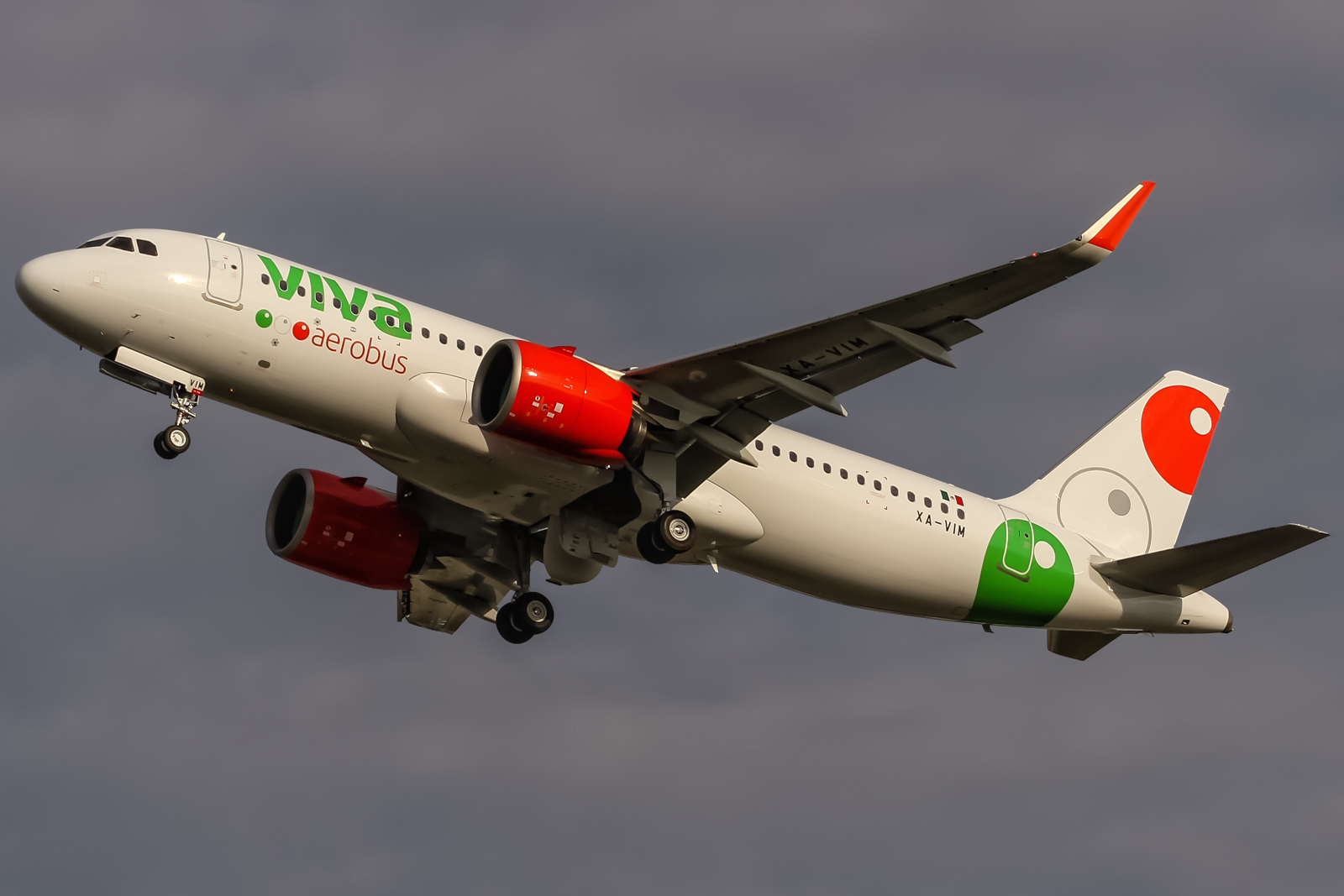
Un AIrbus A320neo (XA-VIM) de VIVA Aerobus